# Jamie Dimon
James Dimon detto Jimmy (New York, 13 marzo 1956) è un imprenditore statunitense, presidente e CEO di JPMorgan Chase, la più grande delle quattro maggiori banche americane. In precedenza è stato membro del consiglio d'amministrazione della Federal Reserve Bank di New York. Incluso dalla rivista Time tra le 100 persone più influenti del mondo negli elenchi del 2006, 2008, 2009, 2011, è presente negli elenchi dei migliori amministratori delegati di Institutional Investor ed è uno dei pochi amministratori della banca a diventare miliardario, grazie in parte a una partecipazione di 485 milioni di dollari in JPMorgan Chase. Nel 2024 la sua ricchezza è secondo Forbes di 2,4 miliardi di dollari.

## Biografia

### Gli inizi
Jamie Dimon ( / d aɪm ə n / ) è nato a New York (quartiere Queens) da una famiglia di immigrati greci, Theodore e Themis (nata Kalos) Dimon. Il nonno paterno, che arrivato negli Stati Uniti ha cambiato il nome di famiglia da Papademetriou a Dimon per farlo sembrare francese, ha lavorato come banchiere a Smirne e ad Atene prima di arrivare negli Stati Uniti a lavorare come agente di cambio presso Shearson, lo stesso lavoro praticato poi dal figlio Theodore (padre di Jamie) prima di diventare vice presidente esecutivo di American Express. Jamie ha un fratello maggiore, Peter, e un fratello gemello, Ted.
Frequenta la Browning School per poi laurearsi in psicologia ed economia presso la Tufts University. Durante l'estate lavora anche lui da Shearson. Dopo la laurea svolge per due anni consulenza manageriale prima di iscriversi alla Harvard Business School, insieme ai compagni di classe Jeffrey Immelt, Steve Burke, Stephen Mandel e Seth Klarman. Durante l'estate ad Harvard, lavora presso Goldman Sachs. Ha conseguito il master in business administration nel 1982.

### American Express
Dopo la laurea, si fa convincere da un amico di famiglia, Sandy Weill, a rifiutare le offerte di Goldman Sachs, Morgan Stanley e Lehman Brothers e a unirsi a lui come assistente all'American Express: il guadagno, riconosce Weill, è inferiore rispetto a quello delle banche di investimento ma si sarebbe "divertito". Nell'agosto 1985 Weil si dimette da American Express e anche Dimon lascia la società. Weill, lo stratega, e Dimon, suo braccio destro e più giovane di 25 anni, rimettono in sesto una piccola società di finanziamento al consumo di Baltimora, la Commercial Credit, in cui Weill investe 7 milioni di dollari diventandone CEO. Dopo un periodo di licenziamenti e riorganizzazione, la società inizia una serie di acquisizioni, da Travelers Group sino a Salomon Inc., la società madre di Salomon Brothers Inc. Nell'ottobre 1998 Travellers Group si fonde con Citicorp dando vita a Citicorp Group. E quell'anno Dimon si divide da Weill: è licenziato per non aver voluto promuovere la figlia del capo.

### JPMorgan Chase
Rimane senza lavoro per 16 mesi, impara a tirare di boxe, viene quindi nominato alla guida di BankOne, una banca di Chicago in difficoltà, e a Chicago ha l'opportunità di conoscere personaggi che poi avranno un peso politico a livello nazionale, da Rahm Emanuel a Barack Obama. Nel 2004, dopo aver risanato la banca, riesce a venderla per 58 miliardi di dollari a JPMorgan Chase. Due anni più tardi è nominato CEO e presidente proprio di JPMorgan Chase. Sotto la sua guida JPMorgan Chase si tiene lontana dai titoli legati ai mutui subprime e diventerà la principale banca statunitense.
Nel marzo 2008 entra nel consiglio d'amministrazione della Federal Reserve Bank di New York. Sempre nel marzo 2008 acquisisce, su pressione del governo,, Bear Stearns, la quinta banca d'affari americana vicina al fallimento (perdite per oltre 22 miliardi di dollari) per la crisi del mercato immobiliare legato ai mutui subprime. L'acquista per una somma complessiva di circa 1,2 miliardi di dollari, pagando 10 dollari per azione, un prezzo lontano dai livelli pre-crisi di 133 dollari per azione e non troppo distante dai 2 dollari per azione originariamente stabiliti nell'accordo tra Bears Stearns e JPMorgan Chase. Tre anni più tardi, nel settembre 2011, la procura di New York denuncerà per frode Bear Stearns e Emc Mortgage, entrambe del gruppo JP Morgan, per la truffa dei mutui subprime che hanno causato una grande recessione in tutto il mondo. Il 19 novembre 2013 JPMorgan Chase patteggerà un risarcimento di 13 miliardi di dollari..
Nell'ottobre 2008 la banca rileva, dal curatore fallimentare della Federal Deposit Insurance Corporation, Washington Mutual Bank (WuMu), la maggiore cassa di risparmio statunitense, soffocata dai mutui suprime. L'acquisizione di quello che è stato uno dei più grandi fallimenti bancari della storia americana, avviene per 1,836 miliardi di dollari. Dimon dovrà anche accettare il 28 ottobre 2008, pur non avendone la banca finanziariamente bisogno, 25 miliardi di dollari di fondi dal Dipartimento del Tesoro statunitense nell'ambito del Troubled Asset Relief Program (TARP), il programma deciso dal governo per aiutare le attività bancarie in difficoltà a causa dei mutui immobiliari. Nel febbraio 2009 JPMorgan Chase annuncerà che avrebbe utilizzato quei fondi per acquisire nuove imprese. In seguito li restituirà.

## Carriera politica
Dimon non nasconde simpatie per i democratici (dal 1989 al 2009, Dimon ha fatto donazioni principalmente al Partito Democratico) e quando Obama viene eletto nel 2008 presidente degli Stati Uniti, il suo nome circola tra quelli candidati ad occupare il ruolo di segretario del Tesoro. Obama sceglie invece per quella posizione il presidente della Federal Reserve di New York, Timothy Geithner. 
Dopo l'acquisizione di Washington Mutual da parte di JPMorgan Chase, Obama ha commentato la gestione di Dimon del crollo immobiliare, della crisi del credito e del crollo bancario che ha colpito le società a livello nazionale, comprese le principali istituzioni finanziarie come Bank of America, Citibank e Wachovia: ha fatto "un buon lavoro gestendo un portafoglio enorme". 
Nel settembre 2011 Dimon ha una discussione molto vivace con Mark Carney, il governatore della Bank of Canada, sostenendo che le disposizioni dei regolamenti finanziari internazionali di Basilea III discriminano le banche statunitensi e sono "anti-americane". Nel maggio 2012 JPMorgan Chase segnala una perdita di almeno 2 miliardi di dollari in operazioni di compra-vendita di titoli derivati, quindi ad alto rischio, iniziati un paio d'anni prima dalla filiale di Londra. L'ammanco di quello scandalo, che sarà chiamato "London Whale", salirà poi a 6 miliardi di dollari, i responsabili dell'ufficio londinese saranno accusati di frode e di falso per avere nascosto l'ammanco e avere falsificato i registri, l'immagine di Dimon sarà appannata per avere avviato tardivamente un'indagine interna sulla catena dei controlli, ci saranno delle inchieste da parte della Federal Reserve, della SEC, anche dell'FBI. Il 13 settembre 2013 la Securities and Exchange Commission - d'accordo con l’Office of Comptroller of the Currency, l'ente che regola le banche americane, la Federal Reserve e la Financial Conduct Authority, autorità di vigilanza finanziaria nel Regno Unito - ha multato per 920 milioni di dollari la JP Morgan Chase per quella truffa.

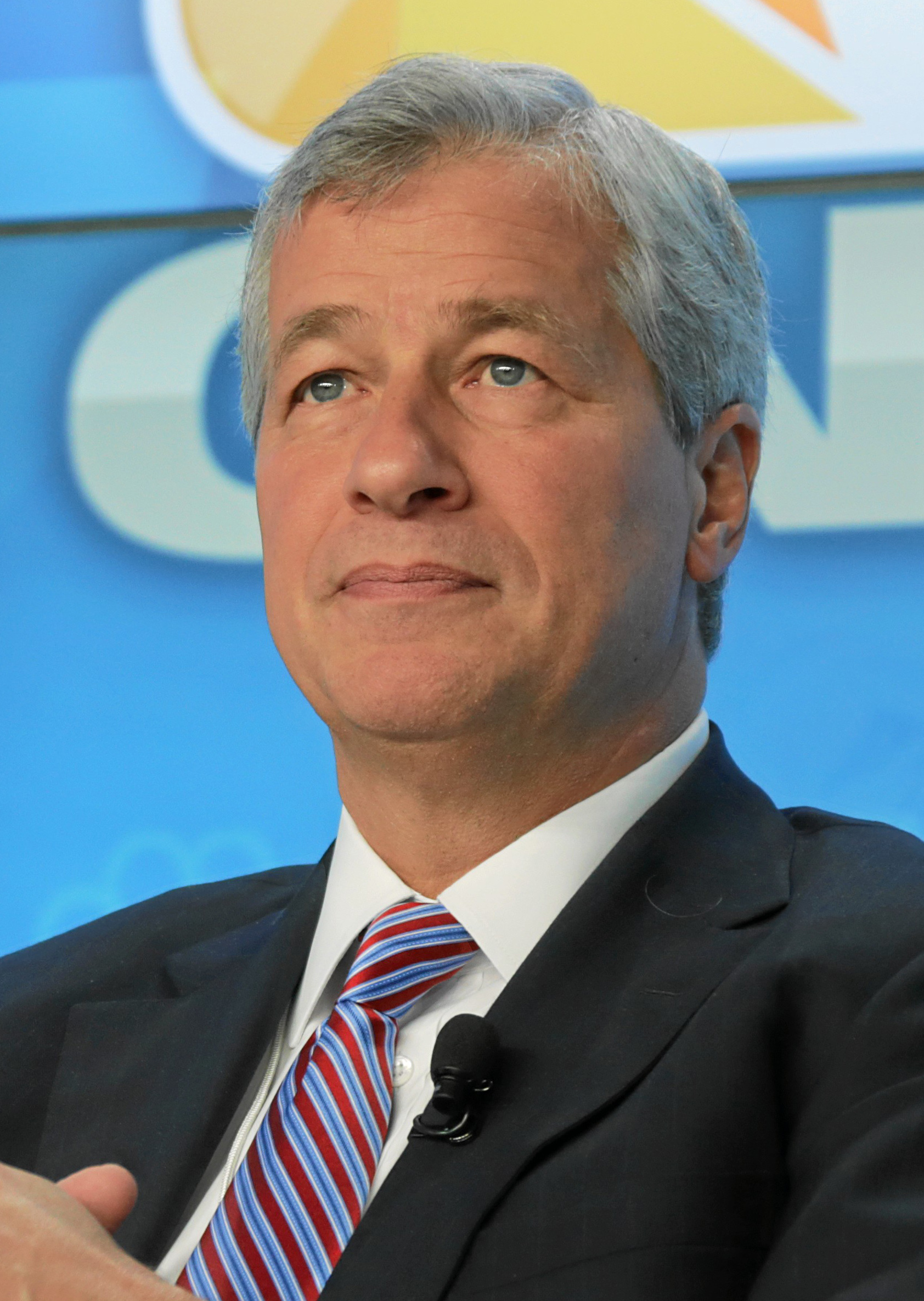
James Dimon nel 2013

Il 24 gennaio 2014 è annunciato che Dimon avrebbe ricevuto 20 milioni di dollari per il suo lavoro svolto nel 2013, un anno di profitti record nonostante i pagamenti delle multe e dei patteggiamenti.
Dimon ha avuto stretti legami con alcune persone alla Casa Bianca di Obama. Secondo l'Associated Press, è stato uno dei tre banchieri, insieme a Lloyd Blankfein e Vikram Pandit, ad avere avuto libero accesso alla Casa Bianca durante la presidenza Obama.  Ciononostante, Dimon è stato spesso pubblicamente in disaccordo con alcune delle politiche di Obama. Durante il referendum del 2016 sull'adesione del Regno Unito all'Unione Europea, JPMorgan Chase, sotto la guida di Dimon, ha donato ingenti somme di denaro alla campagna per il Remain, e Dimon ha personalmente fatto campagna con il Cancelliere dello Scacchiere George Osborne contro la Brexit.
Nel dicembre 2016, Dimon ha partecipato a un forum aziendale organizzato dall'allora presidente eletto Donald Trump per fornire consulenza strategica e politica su questioni economiche. Il forum si è sciolto dopo i commenti di Trump sulla violenza politica dell'alt-right al raduno Unite the Right del 2017.  Durante la presidenza Trump, Dimon ha sostenuto il suo Tax Cuts and Jobs Act del 2017, ma ha condannato le politiche commerciali e di immigrazione dell'amministrazione Trump. In un'intervista del 2019 con 60 Minutes, Dimon ha affermato che gli Stati Uniti hanno raggiunto "l'economia più prospera che il mondo abbia mai visto" nonostante riconoscano questioni come la disuguaglianza di reddito e la guerra commerciale tra Cina e Stati Uniti. Dimon ha anche criticato la risposta del governo federale degli Stati Uniti alla pandemia di COVID-19 sotto Trump in una lettera agli azionisti che ha anche criticato lo stato dell'istruzione, dell'assistenza sanitaria e delle reti di sicurezza sociale negli Stati Uniti. 
Durante le primarie presidenziali del Partito Democratico del 2020, Dimon ha criticato la mancanza di un candidato "forte, centrista, pro-business e pro-libera impresa". Nel 2018 Dimon "ha pensato di pensare" di avviare la sua campagna presidenziale, ma ha deciso che sarebbe stato troppo impopolare per avere successo. Durante le elezioni presidenziali degli Stati Uniti del 2020, Dimon ha scritto un memorandum chiedendo ai candidati di rispettare il processo democratico e una transizione pacifica del potere, scrivendo "Mentre opinioni forti e un'enorme passione hanno caratterizzato queste elezioni statunitensi, è responsabilità di ognuno di noi rispettare il processo democratico e, in ultima analisi, il risultato". Dimon ha successivamente condannato l'attacco al Campidoglio degli Stati Uniti del 2021. Nel 2021, Trump si è lamentato del fatto che Dimon "non fosse un patriota" a causa degli affari della sua azienda in Cina. 
Nel maggio-giugno 2023, Dimon è stato incoraggiato dal miliardario e gestore di hedge fund americano Bill Ackman a candidarsi alle elezioni presidenziali degli Stati Uniti del 2024, dopo che il primo aveva espresso il suo interesse a perseguire una carica pubblica in futuro. Dimon ha chiarito che non ha intenzione di candidarsi in questo momento e che è contento della sua attuale posizione di leadership in JPMorgan Chase, dove prevede di rimanere per altri tre anni e mezzo. 
Nel novembre 2023, Dimon ha dichiarato di preferire Nikki Haley a Donald Trump come candidato repubblicano alle elezioni presidenziali statunitensi del 2024.  Nell'agosto 2024, Dimon ha pubblicato un editoriale sul Washington Post, in cui ha affermato che il prossimo presidente deve "ripristinare la nostra fiducia nell'America". Nell'articolo di opinione, non ha appoggiato né Trump né la candidata presidenziale democratica Kamala Harris.  Tuttavia, nell'ottobre 2024, il New York Times ha riferito che Dimon stava sostenendo privatamente la campagna di Harris per il 2024. 
Dopo che Donald Trump è tornato in carica come presidente nel gennaio 2025, Dimon ha dichiarato di sostenere le politiche tariffarie di Trump. Dimon ha precedentemente affermato che i dazi erano una minaccia per l'economia statunitense. [79] Nel marzo 2025, in un contesto di peggioramento delle prospettive economiche a causa delle minacce tariffarie di Trump, Dimon ha affermato che i dazi hanno contribuito all'incertezza dei mercati. 

## Vita privata
Nel 1983 si sposa con Judith Kent, incontrata alla Harvard Business School. Hanno tre figlie: Julia, Laura e Kara Leigh. Julia e Kara hanno frequentato la Duke University; Laura si è diplomata al Barnard College, è una giornalista freelance freelance, prima al New York Daily News, quindi produttrice per ABC News.
Nel luglio 2014 ha annunciato di avere un tumore alla gola. Ha ricevuto otto settimane di radioterapia e chemioterapia che si sono concluse nel settembre 2014. Nel marzo 2020, all'età di 63 anni, Dimon ha subito un "intervento chirurgico d'urgenza al cuore". Il motivo dell'intervento chirurgico era quello di riparare una dissezione aortica acuta.  Secondo JP Morgan, Dimon si riprese bene dall'intervento chirurgico, con Gordon Smith e Daniel Pinto che gestirono la banca fino al suo ritorno. Nell'aprile 2020 Dimon è tornato al lavoro a distanza a causa della pandemia di COVID-19.